# Pontiac Economy Eight
Pontiac Economy Eight – samochód osobowy klasy średniej produkowany pod amerykańską marką Pontiac w latach 1933–1935.

## Historia i opis modelu

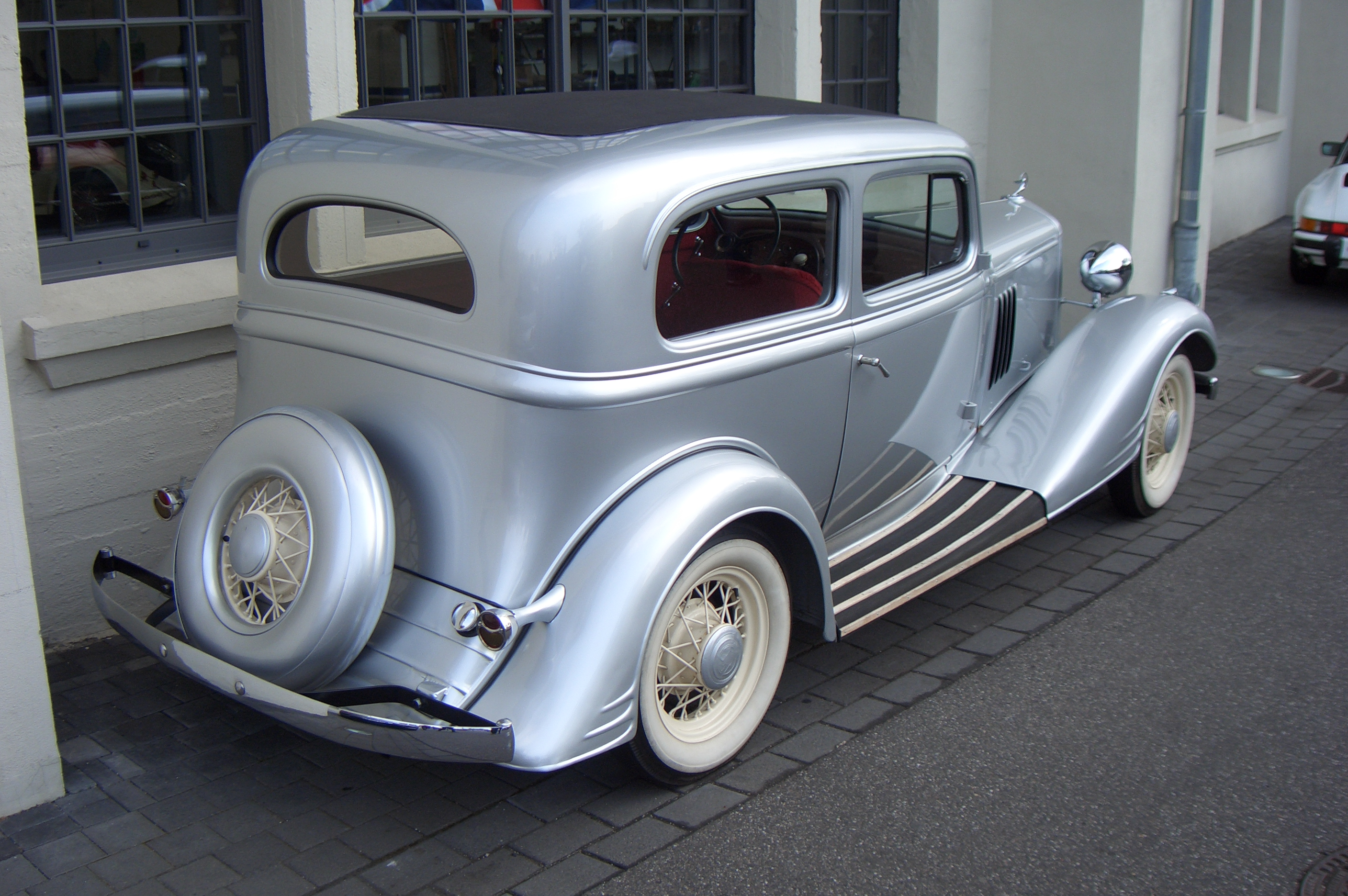
Pontiac Economy Eight - tył

W pierwszej połowie lat 30. XX wieku Pontiac przedstawił nowy model Economy Eight, który uplasował się w ówczesnej ofercie producenta jako jeden z tańszych modeli w ofercie. Samochód utrzymano w charakterystycznych proporcjach dla modeli Pontiaca z lat 30., wyróżniając się wyeksponowanymi nadkolami i okrągłymi reflektorami.

### Produkcja
W pierwszym roku produkcji Pontiac Economy Eight powstał w 90 198 sztukach.

### Silniki
- L6 3.7l